# Morti il 12 ottobre
| Questa pagina contiene informazioni ricavate automaticamente dalle voci biografiche con l'ausilio del template Bio e di un bot. L'aggiornamento è periodico e automatico e ricostruisce completamente la pagina. Se manca una persona in questa lista, sei pregato di non aggiungerla, ma accertati piuttosto che la sua voce biografica contenga il template Bio e che i dati anagrafici siano correttamente compilati. Se il template Bio manca, inseriscilo tu stesso o, in alternativa, metti l'avviso {{tmp\|Bio}} che ne segnala la mancanza. Se i dati riportati sono sbagliati, correggi direttamente la voce biografica; le modifiche saranno visibili in questa lista entro pochi giorni. Per chiarimenti vedi il progetto biografie. La lista contiene solo le 455 persone che sono citate nell'enciclopedia e per le quali è stato implementato correttamente il template Bio. Pagina aggiornata al 17 ago 2025. |

## IV secolo a.C.(1)
- 322 a.C. - Demostene, politico e oratore ateniese (n. 384 a.C.)

## I secolo(2)
- 54 - Claudio, imperatore romano (n. 10 a.C.)
- 68 - Felice e Costanza, romana

## III secolo(1)
- 288 - Massimiliano di Celeia, vescovo e santo romano

## VII secolo(3)
- 633 - Edvino di Deira, sovrano britannico
- 638 - Papa Onorio I, papa e vescovo (n. 585)
- 642 - Papa Giovanni IV, papa e vescovo

## X secolo(1)
- 974 - Al-Muti, califfo

## XI secolo(2)
- 1038 - Ermengol II di Urgell, conte (n. 1009)
- 1095 - Leopoldo II di Babenberg, nobile tedesco (n. 1050)

## XII secolo(3)
- 1161 - Enrico VII di Carinzia, nobile tedesco
- 1176 - William d'Aubigny, I conte di Arundel, conte
- 1179 - Pietro Comestore, teologo e scrittore francese (n. 1100)

## XIII secolo(3)
- 1251 - Iolanda d'Ungheria, regina
- 1254 - Rodobaldo II di Pavia, vescovo cattolico e santo italiano
- 1297 - Eleonora d'Inghilterra, sovrana inglese (n. 1264)

## XIV secolo(5)
- 1320 - Michele IX Paleologo, imperatore bizantino (n. 1277)
- 1328 - Clemenza d'Ungheria, regina (n. 1293)
- 1333 - Simon Mepeham, arcivescovo inglese
- 1365 - Beatrice d'Aragona, nobile (n. 1326)
- 1394 - Giovanni Sobieslaw di Moravia, patriarca cattolico ceco (n. 1352)

## XV secolo(7)
- 1414 - Galeotto II Malatesta, condottiero italiano (n. 1398)
- 1435 - Agnes Bernauer, tedesca
- 1436 - Ludovico Colonna, condottiero italiano (n. 1390)
- 1439 - Anglesia Visconti, principessa italiana (n. 1377)
- 1440 - Ginevra d'Este, nobildonna (n. 1419)
- 1467 - Juan de Mella, cardinale e vescovo cattolico spagnolo (n. 1397)
- 1492 - Piero della Francesca, pittore e matematico italiano

## XVI secolo(6)
- 1504 - Giovanni Corvino, nobile ungherese (n. 1473)
- 1544 - Antonio Pucci, cardinale italiano (n. 1484)
- 1576 - Massimiliano II d'Asburgo (n. 1527)
- 1580 - Ferdinando Ferrero-Fieschi, vescovo cattolico italiano (n. 1536)
- 1590 - Kanō Eitoku, pittore giapponese (n. 1543)
- 1600 - Luis de Molina, teologo, giurista e gesuita spagnolo (n. 1535)

## XVII secolo(11)
- 1604 - Serafino da Montegranaro, francescano italiano (n. 1540)
- 1630 - Charles Le Beauclerc, politico e nobile francese (n. 1560)
- 1632 - Kutsuki Mototsuna, militare giapponese (n. 1549)
- 1646 - François de Bassompierre, militare e diplomatico francese (n. 1579)
- 1654 - Carel Fabritius, pittore olandese (n. 1622)
- 1655 - Francesco Adriano Ceva, cardinale italiano (n. 1580)
- 1672 - Federico di Nassau-Zuylestein, militare olandese (n. 1624)
- 1678 - Edmund Berry Godfrey, magistrato britannico (n. 1621)
- 1678 - Pieter Codde, pittore olandese (n. 1599)
- 1692 - Giovanni Battista Vitali, compositore e violinista italiano (n. 1632)
- 1694 - Charles Boyle, III visconte Dungarvan, nobile e politico inglese (n. 1639)

## XVIII secolo(15)
- 1705 - Agostino Chigi, I principe di Farnese, principe italiano (n. 1634)
- 1730 - Federico IV di Danimarca, re (n. 1671)
- 1734 - Simone Enrico Adolfo di Lippe-Detmold, conte tedesco (n. 1694)
- 1746 - Augustin Friedrich Walther, anatomista e botanico tedesco (n. 1688)
- 1750 - Angelo Ragazzi, compositore e violinista italiano (n. 1680)
- 1753 - Danvers Osborn, III baronetto, politico e nobile britannico (n. 1715)
- 1759 - Gaspare Antonio Baroni Cavalcabò, pittore italiano (n. 1682)
- 1772 - Giovanni Francesco Costa, pittore, architetto e scenografo italiano (n. 1711)
- 1773 - Maria Luisa Gonzaga, nobildonna spagnola (n. 1726)
- 1777 - Aleksandr Petrovič Sumarokov, poeta e drammaturgo russo (n. 1717)
- 1789 - Giovanni Maria Riminaldi, cardinale italiano (n. 1718)
- 1791 - Anna Luise Karsch, poetessa tedesca (n. 1722)
- 1795 - Henry Seymour Conway, generale e politico britannico (n. 1721)
- 1797 - Pierre de Jélyotte, tenore francese (n. 1713)
- 1800 - Johann Hieronymus Chemnitz, presbitero e naturalista tedesco (n. 1730)

## XIX secolo(54)
- 1812 - Giovanni Bovara, presbitero e politico italiano (n. 1734)
- 1812 - Juan José Castelli, rivoluzionario e politico argentino (n. 1764)
- 1814 - Giuseppe Gregorio Maria Solari, scrittore italiano (n. 1737)
- 1815 - Pietro Augustoni, architetto italiano (n. 1741)
- 1817 - Johann Franz Xaver Sterkel, compositore e pianista tedesco (n. 1750)
- 1820 - Cosimo Rossi Melocchi, architetto italiano (n. 1758)
- 1826 - Alessandro Serbelloni, V duca di San Gabrio, nobile italiano (n. 1745)
- 1832 - John Clark, politico e generale statunitense (n. 1766)
- 1832 - Ivan Alekseevič Gagarin, politico, nobile e militare russo (n. 1771)
- 1834 - Ferdinando Colonna di Stigliano, II principe di Stigliano, diplomatico italiano (n. 1785)
- 1837 - Charles Marie Denys de Damrémont, generale francese (n. 1787)
- 1837 - Louis Dupré, pittore francese (n. 1789)
- 1837 - Guglielmina di Prussia, regina (n. 1774)
- 1837 - James Murray, I barone Glenlyon, politico e ufficiale scozzese (n. 1782)
- 1840 - Francisco das Chagas Santos, militare e politico brasiliano (n. 1763)
- 1842 - Anton Gundakar von Starhemberg, militare e nobile austriaco (n. 1776)
- 1843 - Giuseppe Pietro Antonio Palma, vescovo cattolico e religioso italiano (n. 1774)
- 1845 - Elizabeth Fry, filantropa britannica (n. 1780)
- 1850 - Luigia Boccabadati, soprano italiano (n. 1800)
- 1850 - Pedro de Sousa Holstein, politico e militare portoghese (n. 1781)
- 1851 - Augusta Leigh, nobile britannica (n. 1783)
- 1852 - Emanuele Repetti, geografo, storico e naturalista italiano (n. 1776)
- 1855 - Rodolfo Gabrielli di Montevecchio, generale italiano (n. 1802)
- 1858 - Utagawa Hiroshige, incisore e pittore giapponese (n. 1797)
- 1859 - Robert Stephenson, ingegnere britannico (n. 1803)
- 1860 - Harry Smith, I baronetto, generale britannico (n. 1787)
- 1864 - Roger Brooke Taney, avvocato e politico statunitense (n. 1777)
- 1865 - Antonio Giuglini, tenore italiano (n. 1825)
- 1865 - Filippo Luigi Polidori, scrittore italiano (n. 1801)
- 1865 - William Vincent Wallace, compositore e musicista irlandese (n. 1812)
- 1866 - Diederich Franz Leonhard von Schlechtendal, botanico e micologo tedesco (n. 1794)
- 1869 - Pëtr Fëdorovič Anžu, navigatore, esploratore e ammiraglio russo (n. 1796)
- 1869 - Julián Sanz del Río, filosofo, giurista e pedagogo spagnolo (n. 1814)
- 1870 - Robert Edward Lee, generale statunitense (n. 1807)
- 1871 - Carlo Giovanni del Liechtenstein, principe austriaco (n. 1803)
- 1872 - Pierre-Roch Vigneron, pittore e litografo francese (n. 1789)
- 1874 - Angelo Ferri, politico italiano (n. 1815)
- 1875 - Jean-Baptiste Carpeaux, scultore e pittore francese (n. 1827)
- 1876 - Raffaello Foresi, letterato italiano (n. 1820)
- 1877 - Giovanni Maurizio De Andreis, politico italiano (n. 1808)
- 1879 - Giovanni Masciaga, collezionista d'arte e filantropo italiano (n. 1807)
- 1881 - Tommaso Gherardi del Testa, scrittore italiano (n. 1818)
- 1882 - Carlo De Cesare, magistrato e politico italiano (n. 1824)
- 1887 - Dinah Craik, scrittrice e poetessa inglese (n. 1826)
- 1888 - Jan Simon Gerardus Gramberg, scrittore, medico e avventuriero olandese (n. 1823)
- 1890 - Pauline de Talleyrand-Périgord, nobile francese (n. 1820)
- 1892 - Gioacchino Boyl, ammiraglio e politico italiano (n. 1815)
- 1892 - Carlo Figoli, politico italiano (n. 1808)
- 1893 - Ercole Rosa, scultore italiano (n. 1846)
- 1895 - Valentino Carrera, drammaturgo italiano (n. 1834)
- 1895 - Henry Villiers-Stuart, militare, egittologo e politico britannico (n. 1827)
- 1898 - Antioco Loru, politico italiano (n. 1818)
- 1899 - Oscar Baumann, esploratore, cartografo e etnografo austriaco (n. 1864)
- 1899 - Giuseppe Gabani, pittore e disegnatore italiano (n. 1846)

## XX secolo(222)
- 1901 - Georg Kaibel, filologo classico tedesco (n. 1849)
- 1901 - Leonilde Lonigo Calvi, patriota italiana (n. 1821)
- 1902 - Oreste Carlini, compositore e direttore d'orchestra italiano (n. 1827)
- 1910 - William Hunt Painter, botanico inglese (n. 1835)
- 1914 - Oleg Konstantinovič Romanov, principe russo (n. 1892)
- 1915 - Edith Cavell, infermiera britannica (n. 1865)
- 1915 - Béla Las-Torres, nuotatore ungherese (n. 1890)
- 1915 - Luigi Salvatore d'Asburgo-Lorena, nobile (n. 1847)
- 1916 - Ipparco Baccich, patriota e militare italiano (n. 1890)
- 1916 - Giuseppe Cangialosi, militare italiano (n. 1895)
- 1916 - Severino Merli, militare italiano (n. 1891)
- 1920 - Ryu Gwansun, patriota e attivista coreana (n. 1902)
- 1921 - Fernand Courty, astronomo francese (n. 1862)
- 1921 - Philander Chase Knox, politico e avvocato statunitense (n. 1853)
- 1923 - Pierre Deschamps, diplomatico e golfista francese (n. 1856)
- 1923 - Vladimir Vladimirovič Musin-Puškin, nobile e politico russo (n. 1870)
- 1924 - Anatole France, scrittore francese (n. 1844)
- 1924 - Kate Lester, attrice inglese (n. 1857)
- 1925 - Siegmund Breitbart, circense polacco (n. 1883)
- 1926 - Edwin Abbott Abbott, scrittore, teologo e pedagogista britannico (n. 1838)
- 1926 - Paul Puhallo von Brlog, generale austro-ungarico (n. 1856)
- 1927 - Søren Peter Christensen, ginnasta danese (n. 1884)
- 1927 - Benjamin Daydon Jackson, botanico britannico (n. 1846)
- 1929 - Ercole Dogliani, incisore italiano (n. 1888)
- 1930 - Pio Nevi, trombonista e direttore di banda italiano (n. 1848)
- 1930 - Virginia Zucchi, ballerina italiana (n. 1849)
- 1931 - Alice Pike Barney, pittrice statunitense (n. 1857)
- 1931 - Silvio Mastio, antifascista italiano (n. 1901)
- 1932 - Ioannis Chrysafis, ginnasta greco (n. 1873)
- 1934 - Theodore Baker, musicologo e traduttore statunitense (n. 1851)
- 1934 - Gertrude Käsebier, fotografa statunitense (n. 1852)
- 1935 - Edgar Wood, architetto inglese (n. 1860)
- 1936 - Félia Litvinne, soprano russo (n. 1860)
- 1937 - Giuseppe Rigolli, militare e aviatore italiano (n. 1915)
- 1938 - Aleksandr Grigor'evič Archangel'skij, poeta russo (n. 1889)
- 1938 - Kirill Vladimirovič Romanov, russo (n. 1876)
- 1939 - Riccardo Bollati, diplomatico e politico italiano (n. 1858)
- 1939 - Vũ Trọng Phụng, scrittore e giornalista vietnamita (n. 1912)
- 1940 - Corrado Del Greco, militare e marinaio italiano (n. 1906)
- 1940 - Ruth Harriet Louise, fotografa statunitense (n. 1903)
- 1940 - Carlo Margottini, militare e marinaio italiano (n. 1899)
- 1940 - Tom Mix, attore cinematografico e regista statunitense (n. 1880)
- 1940 - Mario Ruta, militare e marinaio italiano (n. 1911)
- 1940 - Ignazio Zanini, aviatore e militare italiano (n. 1916)
- 1941 - Harry Micajah Daugherty, politico statunitense (n. 1860)
- 1941 - Giovanni Merizzi, politico italiano (n. 1864)
- 1941 - Carl Zörner, calciatore tedesco (n. 1895)
- 1942 - Aritomo Gotō, ammiraglio giapponese (n. 1888)
- 1942 - Roman Sitko, presbitero polacco (n. 1880)
- 1943 - Ulisse Betti, fantino italiano (n. 1863)
- 1943 - Willi Graf, attivista tedesco (n. 1918)
- 1943 - Gustavo Lanza, militare e partigiano italiano (n. 1894)
- 1943 - Michele Maluta, imprenditore e dirigente sportivo italiano (n. 1868)
- 1943 - Max Wertheimer, psicologo ceco (n. 1880)
- 1944 - Osvaldo Alasonatti, aviatore, partigiano e militare italiano (n. 1922)
- 1944 - Mike Bookie, calciatore statunitense (n. 1904)
- 1944 - Jacques Davy, calciatore francese (n. 1883)
- 1944 - Alfredo Di Dio, partigiano e militare italiano (n. 1920)
- 1944 - Giovanni Battista Gardoncini, operaio italiano (n. 1895)
- 1944 - Paul Palén, tiratore a segno svedese (n. 1881)
- 1944 - Hysen Vrioni, politico albanese (n. 1881)
- 1945 - Domenico Rupolo, architetto italiano (n. 1861)
- 1945 - Frank Synnott, hockeista su ghiaccio statunitense (n. 1891)
- 1945 - Siegfried von Kardorff, politico tedesco (n. 1873)
- 1946 - Giuseppe Adami, drammaturgo, librettista e giornalista italiano (n. 1878)
- 1946 - Heinrich Freiherr von Stackelberg, economista tedesco (n. 1905)
- 1946 - Joseph Stilwell, generale statunitense (n. 1883)
- 1947 - James Farley, attore statunitense (n. 1882)
- 1947 - Ian Hamilton, generale britannico (n. 1853)
- 1947 - Janus van Merrienboer, arciere olandese (n. 1894)
- 1948 - Susan Sutherland Isaacs, psicoanalista e pedagogista britannica (n. 1885)
- 1948 - Alfred Kerr, scrittore tedesco (n. 1867)
- 1950 - Charles Gmelin, velocista britannico (n. 1872)
- 1951 - Giuseppe De Michelis, diplomatico e politico italiano (n. 1872)
- 1951 - Leon Errol, attore e regista australiano (n. 1881)
- 1951 - Simon Kimbangu, religioso della Repubblica Democratica del Congo (n. 1889)
- 1952 - Franco Ferretti di Castelferretto, aviatore e politico italiano (n. 1900)
- 1952 - Herbert Karlsson, calciatore svedese (n. 1896)
- 1953 - Arduino Garelli, generale italiano (n. 1889)
- 1953 - Hjalmar Hammarskjöld, giurista e politico svedese (n. 1862)
- 1953 - Christopher McEvoy, aviatore inglese (n. 1899)
- 1954 - Rodolphe Poma, canottiere belga (n. 1885)
- 1955 - Egisto Bellini, architetto italiano (n. 1877)
- 1955 - Lino Carrara, politico e giornalista italiano (n. 1869)
- 1955 - Frederick Mason Perkins, storico dell'arte, critico d'arte e collezionista d'arte statunitense (n. 1874)
- 1956 - Lorenzo Perosi, presbitero, compositore e direttore di coro italiano (n. 1872)
- 1957 - Arie de Jong, linguista, medico e glottoteta olandese (n. 1865)
- 1958 - Gordon Griffith, attore statunitense (n. 1907)
- 1959 - Arnolt Bronnen, drammaturgo e regista austriaco (n. 1895)
- 1959 - Antero Leonardo Canale, generale italiano (n. 1879)
- 1959 - Mario Mannucci, calciatore italiano (n. 1906)
- 1960 - Inejirō Asanuma, politico giapponese (n. 1898)
- 1960 - Joseph Gregor, scrittore e storico austriaco (n. 1888)
- 1960 - Raf Mattioli, attore italiano (n. 1936)
- 1960 - Tarcisio Pacati, politico italiano (n. 1904)
- 1960 - Antonio Pannullo, politico e magistrato italiano (n. 1887)
- 1961 - Maurice Jean-Baptiste Amoudru, vescovo cattolico francese (n. 1878)
- 1961 - Eugene Bullard, aviatore statunitense (n. 1894)
- 1961 - Marguerite Monnot, pianista e compositrice francese (n. 1903)
- 1961 - Maria Valtorta, scrittrice italiana (n. 1897)
- 1962 - Federigo Severini, architetto e ingegnere italiano (n. 1888)
- 1963 - Jolán Földes, scrittrice ungherese (n. 1902)
- 1964 - Pat Frank, scrittore statunitense (n. 1907)
- 1964 - Achille Majeroni, attore e doppiatore italiano (n. 1881)
- 1965 - Lucie Englisch, attrice austriaca (n. 1902)
- 1965 - Alberto Greco, pittore e poeta argentino (n. 1931)
- 1965 - Paul Hermann Müller, chimico svizzero (n. 1899)
- 1966 - Stève Passeur, drammaturgo, sceneggiatore e giornalista francese (n. 1899)
- 1967 - Günther Blumentritt, generale tedesco (n. 1892)
- 1967 - Nat Pendleton, lottatore e attore statunitense (n. 1895)
- 1968 - Charles Chandler, militare statunitense (n. 1938)
- 1968 - Harry Hebner, nuotatore e pallanuotista statunitense (n. 1891)
- 1968 - Francis Reynolds Shanley, ingegnere statunitense (n. 1902)
- 1969 - Sonja Henie, pattinatrice artistica su ghiaccio, attrice e collezionista d'arte norvegese (n. 1912)
- 1969 - Serge Poliakoff, pittore russo (n. 1906)
- 1969 - Veli Saarinen, fondista e dirigente sportivo finlandese (n. 1902)
- 1969 - Juho Saaristo, giavellottista finlandese (n. 1891)
- 1969 - Carlo Speroni, mezzofondista italiano (n. 1895)
- 1969 - Sirio Tofanari, scultore italiano (n. 1886)
- 1969 - Karl Uhle, calciatore tedesco (n. 1887)
- 1970 - Rune Carlsten, attore e regista svedese (n. 1890)
- 1970 - Gennadij Mičurin, attore sovietico (n. 1897)
- 1971 - Dean Acheson, politico statunitense (n. 1893)
- 1971 - Paul Vasseur, pallanuotista e nuotatore francese (n. 1884)
- 1971 - Gene Vincent, cantante e musicista statunitense (n. 1935)
- 1972 - Álvaro Cepeda Samudio, scrittore, giornalista e regista colombiano (n. 1926)
- 1972 - Marcel Claeys, ciclista su strada belga (n. 1913)
- 1972 - Mary Frizzell, velocista canadese (n. 1913)
- 1972 - Leonard Gerow, generale statunitense (n. 1888)
- 1972 - Robert Le Vigan, attore francese (n. 1900)
- 1972 - Francesco Pinelli, latinista e grecista italiano (n. 1889)
- 1973 - Peter Aufschnaiter, alpinista e agronomo austriaco (n. 1899)
- 1973 - Giuliano De Laurentiis, politico italiano (n. 1923)
- 1973 - Harry Johnston, calciatore e allenatore di calcio inglese (n. 1919)
- 1973 - Alois Puff, militare e politico austriaco (n. 1890)
- 1974 - Pink Anderson, cantante e chitarrista statunitense (n. 1900)
- 1974 - Åke Falck, regista e attore svedese (n. 1925)
- 1975 - Sorelle De Marchi, insegnante italiana (n. 1902)
- 1975 - Giorgio Vecchietti, giornalista e conduttore televisivo italiano (n. 1907)
- 1976 - Cheng Xiaoqing, scrittore cinese (n. 1893)
- 1977 - Juan Carlos Calvo, calciatore uruguaiano (n. 1906)
- 1977 - Dorothy Davenport, attrice, sceneggiatrice e regista statunitense (n. 1895)
- 1978 - Jack Diment, calciatore scozzese (n. 1885)
- 1978 - Luigi Fantini, archivista, speleologo e archeologo italiano (n. 1895)
- 1978 - Vittorio Ramello, calciatore italiano (n. 1902)
- 1978 - Nancy Spungen, statunitense (n. 1958)
- 1979 - Giovanni Acci, pittore italiano (n. 1910)
- 1979 - Bitti Bergamo, tennista e imprenditore italiano (n. 1930)
- 1979 - Katharine Burr Blodgett, fisica statunitense (n. 1898)
- 1979 - Mauro Carella, insegnante italiano (n. 1888)
- 1979 - Celia Lovsky, attrice austriaca (n. 1897)
- 1979 - Waloddi Weibull, ingegnere e statistico svedese (n. 1887)
- 1980 - Alberto Demicheli, politico uruguaiano (n. 1896)
- 1981 - Julius Eisenecker, schermidore tedesco (n. 1903)
- 1981 - Enzo Plazzotta, scultore italiano (n. 1921)
- 1981 - Umberto Spadaro, attore italiano (n. 1904)
- 1981 - Luigi Vitto, calciatore e allenatore di calcio italiano (n. 1919)
- 1982 - John Brahm, regista e attore tedesco (n. 1893)
- 1982 - Ignazio Messina, imprenditore e armatore italiano (n. 1903)
- 1982 - Per-Olof Olsson, nuotatore svedese (n. 1918)
- 1982 - Howard Sackler, drammaturgo e sceneggiatore statunitense (n. 1929)
- 1982 - Nayef ibn 'Abd Allah, principe e militare giordano (n. 1914)
- 1983 - Ernie Roth, statunitense (n. 1926)
- 1983 - Víctor Trossero, calciatore argentino (n. 1953)
- 1984 - Francesco Concetti, politico italiano (n. 1914)
- 1985 - Duke Dinsmore, pilota automobilistico statunitense (n. 1913)
- 1985 - Sergej Ivanovič Osipov, pittore russo (n. 1915)
- 1986 - Mikuláš Huba, attore slovacco (n. 1919)
- 1986 - Franco Pironi, calciatore italiano (n. 1898)
- 1987 - Fahri Korutürk, militare e politico turco (n. 1903)
- 1987 - Alf Landon, politico statunitense (n. 1887)
- 1987 - Heinz Vollmar, calciatore tedesco (n. 1936)
- 1988 - Francesco Saverio D'Angelo, politico e letterato italiano (n. 1901)
- 1988 - Babeta Drážková, nuotatrice cecoslovacca (n. 1905)
- 1988 - Adelaide Hautval, medico e psichiatra francese (n. 1906)
- 1989 - Rolando Bacigalupo, cestista peruviano (n. 1914)
- 1989 - Carmen Cavallaro, pianista statunitense (n. 1913)
- 1989 - François Luambo Makiadi, chitarrista, cantante e compositore della Repubblica Democratica del Congo (n. 1938)
- 1990 - Makoto Masuzawa, architetto giapponese (n. 1952)
- 1990 - Frederick Rossini, fisico e chimico statunitense (n. 1899)
- 1990 - Peter Wessel Zapffe, scrittore e filosofo norvegese (n. 1899)
- 1991 - Ian Ayre, tennista australiano (n. 1929)
- 1991 - Narciso Doval, calciatore argentino (n. 1944)
- 1991 - Fedra Farolfi, filantropa italiana (n. 1902)
- 1991 - Diana Gibson, attrice statunitense (n. 1915)
- 1991 - Poul Jensen, calciatore danese (n. 1899)
- 1991 - Aline MacMahon, attrice statunitense (n. 1899)
- 1991 - Taso Mathieson, pilota automobilistico e scrittore britannico (n. 1908)
- 1991 - Serafino Ogliastro, poliziotto italiano
- 1991 - Arkadij e Boris Strugackij, scrittore sovietico (n. 1925)
- 1991 - Regis Toomey, attore statunitense (n. 1898)
- 1991 - Gregory Vlastos, storico della filosofia statunitense (n. 1907)
- 1992 - Alfredo Azzaroni, politico, scrittore e giornalista italiano (n. 1922)
- 1992 - Decimo Granzotto, politico e partigiano italiano (n. 1899)
- 1993 - Leon Ames, attore statunitense (n. 1902)
- 1993 - Tofiq Bəhramov, calciatore, arbitro di calcio e dirigente sportivo sovietico (n. 1926)
- 1993 - Mircea David, calciatore rumeno (n. 1914)
- 1994 - Zita Fumagalli Riva, soprano italiano (n. 1893)
- 1994 - Angelo Marinucci, architetto e pittore italiano (n. 1909)
- 1994 - Jakov Punkin, lottatore sovietico (n. 1921)
- 1995 - Gary Bond, attore britannico (n. 1940)
- 1995 - Adolf Flubacher, calciatore svizzero (n. 1900)
- 1996 - Chino Alessi, giornalista e scrittore italiano (n. 1919)
- 1996 - Paul Fraisse, psicologo francese (n. 1911)
- 1996 - René Lacoste, tennista, stilista e imprenditore francese (n. 1904)
- 1997 - Raúl Vasquez Arellano, calciatore messicano (n. 1935)
- 1997 - Carlo Borsari, imprenditore italiano (n. 1913)
- 1997 - John Denver, cantautore e musicista statunitense (n. 1943)
- 1997 - Luigi Di Liegro, presbitero e attivista italiano (n. 1928)
- 1997 - Jan Melka, calciatore cecoslovacco (n. 1914)
- 1997 - Giuseppe Morabito, poeta italiano (n. 1900)
- 1998 - Lars-Theodor Jonsson, fondista svedese (n. 1903)
- 1998 - Bernhard Minetti, attore tedesco (n. 1905)
- 1998 - Ineko Sata, scrittrice giapponese (n. 1904)
- 1998 - Matthew Shepard, statunitense (n. 1976)
- 1999 - Adriano Bassetto, calciatore e allenatore di calcio italiano (n. 1925)
- 1999 - Wilt Chamberlain, cestista e allenatore di pallacanestro statunitense (n. 1936)
- 1999 - Norbert Kamp, storico tedesco (n. 1927)
- 1999 - Joseph Nkongolo, vescovo cattolico della Repubblica Democratica del Congo (n. 1916)
- 1999 - Sabina Santilli, attivista italiana (n. 1917)
- 1999 - Udo Steinke, scrittore tedesco (n. 1942)
- 2000 - Gino Lo Russo Toma, tenore italiano (n. 1928)

## XXI secolo(115)
- 2001 - Ruth Goetz, drammaturga e sceneggiatrice statunitense (n. 1912)
- 2001 - Carolina di Lippe, principessa tedesca (n. 1905)
- 2001 - Hans Saksvik, calciatore norvegese (n. 1926)
- 2001 - Branko Stinčić, calciatore jugoslavo (n. 1922)
- 2002 - Hilyard M. Brown, scenografo statunitense (n. 1910)
- 2002 - Ray Conniff, compositore, direttore d'orchestra e trombonista statunitense (n. 1916)
- 2002 - Desmond Fitzpatrick, generale inglese (n. 1912)
- 2002 - Audrey Mestre, apneista francese (n. 1974)
- 2002 - Sidney W. Pink, regista e produttore cinematografico statunitense (n. 1916)
- 2003 - Ram Gopal, ballerino e coreografo indiano
- 2003 - Lee Kil-yong, calciatore sudcoreano (n. 1959)
- 2003 - Marcus Payten, pilota motociclistico australiano (n. 1974)
- 2003 - Renato Rinino, criminale italiano (n. 1962)
- 2003 - Bill Shoemaker, fantino statunitense (n. 1931)
- 2004 - Shigehiro Ozawa, regista e sceneggiatore giapponese (n. 1922)
- 2004 - Red Rountree, criminale statunitense (n. 1912)
- 2005 - Hristo Borisov, cestista bulgaro (n. 1946)
- 2005 - Robert Sidney Foster, diplomatico e politico britannico (n. 1913)
- 2005 - Franco Manfroi, fondista italiano (n. 1939)
- 2006 - Carlo Acutis, beato italiano (n. 1991)
- 2006 - Todd Bolender, ballerino, coreografo e direttore artistico statunitense (n. 1914)
- 2006 - Eugène Martin, pilota automobilistico francese (n. 1915)
- 2006 - Gillo Pontecorvo, regista, sceneggiatore e attore italiano (n. 1919)
- 2007 - Paulo Autran, attore brasiliano (n. 1922)
- 2007 - Lonny Chapman, attore statunitense (n. 1920)
- 2007 - Kishō Kurokawa, architetto giapponese (n. 1934)
- 2007 - Ron Turner, pallanuotista britannico (n. 1927)
- 2007 - Soe Win, generale e politico birmano (n. 1947)
- 2008 - Léo Major, militare canadese (n. 1921)
- 2008 - Miguel Pedro Martínez Lopes, cestista brasiliano (n. 1912)
- 2008 - Gianni Palladino, attore e cabarettista italiano (n. 1948)
- 2008 - Marta Pan, scultrice ungherese (n. 1923)
- 2009 - Aristide Barilli, pittore e giornalista italiano (n. 1913)
- 2009 - Alberto Castagnetti, nuotatore italiano (n. 1943)
- 2009 - Mildred Cohn, biochimica statunitense (n. 1913)
- 2009 - Massimo Mattolini, calciatore italiano (n. 1953)
- 2009 - Dante Méndez, allenatore di pallacanestro uruguaiano
- 2009 - Stan Palk, calciatore inglese (n. 1921)
- 2009 - Frank Vandenbroucke, ciclista su strada belga (n. 1974)
- 2009 - Franco Villa, direttore della fotografia italiano
- 2009 - Rocco Zambelli, geologo e paleontologo italiano (n. 1916)
- 2010 - Manuel Alexandre, attore spagnolo (n. 1917)
- 2010 - José Casas Gris, calciatore spagnolo (n. 1931)
- 2010 - Angelo Infanti, attore italiano (n. 1939)
- 2010 - Sergio Morin, calciatore e velista italiano (n. 1931)
- 2010 - Jimmy Reese, cestista statunitense (n. 1923)
- 2011 - Heinz Bennent, attore tedesco (n. 1921)
- 2011 - Patricia Breslin, attrice statunitense (n. 1925)
- 2011 - Piero Cerato, ceramista italiano (n. 1946)
- 2011 - Vitalij Kuznecov, judoka sovietico (n. 1941)
- 2011 - Giovanni Palumbo, politico italiano (n. 1926)
- 2011 - Dennis Ritchie, informatico statunitense (n. 1941)
- 2011 - Dick Thornett, rugbista a 13, rugbista a 15 e pallanuotista australiano (n. 1940)
- 2011 - Hidemaro Watanabe, calciatore giapponese (n. 1924)
- 2012 - Ervin Kassai, cestista e arbitro di pallacanestro ungherese (n. 1925)
- 2013 - Lino Bianchi, musicologo italiano (n. 1920)
- 2013 - George Herbig, astronomo statunitense (n. 1920)
- 2013 - Oscar Hijuelos, scrittore statunitense (n. 1951)
- 2013 - Almut Gitter Jones, botanica e micologa statunitense (n. 1923)
- 2013 - Rose Meth, superstite dell'Olocausto polacca (n. 1925)
- 2014 - Roberto Cordeschi, filosofo italiano (n. 1946)
- 2014 - Emilio Picasso, fisico italiano (n. 1927)
- 2014 - Roberto Telch, calciatore argentino (n. 1943)
- 2015 - Sergio Caprari, pugile italiano (n. 1932)
- 2015 - Joan Leslie, attrice statunitense (n. 1925)
- 2015 - Pang Xueqin, attore cinese (n. 1929)
- 2015 - Sakit Əliyev, calciatore azero (n. 1965)
- 2016 - Pietro Diana, pittore, incisore e disegnatore italiano (n. 1931)
- 2016 - Santino Maestri, calciatore italiano (n. 1938)
- 2016 - Renato Ongari, canoista italiano (n. 1935)
- 2016 - Italo Picini, pittore italiano (n. 1920)
- 2016 - Marie-Louise Tenèze, etnologa francese (n. 1922)
- 2016 - Gerhard Wimberger, compositore, direttore d'orchestra e docente austriaco (n. 1923)
- 2017 - Silvio Briard, calciatore italiano (n. 1924)
- 2017 - Hu Bo, regista e scrittore cinese (n. 1988)
- 2017 - André Ravéreau, architetto francese (n. 1919)
- 2017 - Carlos Visentín, pallanuotista argentino (n. 1918)
- 2018 - Hebe Uhart, scrittrice argentina (n. 1936)
- 2019 - Carlo Croccolo, attore e doppiatore italiano (n. 1927)
- 2019 - Sara Danius, critica letteraria svedese (n. 1962)
- 2019 - Manuel Frattini, danzatore, cantante e coreografo italiano (n. 1965)
- 2019 - Nanni Galli, pilota automobilistico e imprenditore italiano (n. 1940)
- 2019 - Hevrin Khalaf, politica curda (n. 1984)
- 2019 - Milcho Leviev, compositore, pianista e arrangiatore statunitense (n. 1937)
- 2019 - Glen Pettinger, cestista canadese (n. 1928)
- 2019 - Rico Simen, giocatore di curling svizzero (n. 1962)
- 2019 - Yoshihisa Yoshikawa, tiratore a segno giapponese (n. 1936)
- 2020 - Aldo Brovarone, designer italiano (n. 1926)
- 2020 - Dario Cravero, politico e chirurgo italiano (n. 1929)
- 2020 - Conchata Ferrell, attrice statunitense (n. 1943)
- 2020 - Yehoshua Kenaz, scrittore e traduttore israeliano (n. 1937)
- 2020 - Joe Morgan, giocatore di baseball statunitense (n. 1943)
- 2020 - Litokwa Tomeing, politico marshallese (n. 1939)
- 2021 - Raúl Isaías Baduel, generale e politico venezuelano (n. 1955)
- 2021 - Viktor Petrovyč Brjuchanov, ingegnere elettrico sovietico (n. 1935)
- 2021 - Dragutin Čermak, cestista e allenatore di pallacanestro jugoslavo (n. 1944)
- 2021 - Piero De Masi, ambasciatore italiano (n. 1937)
- 2021 - Marcus Malone, percussionista statunitense (n. 1944)
- 2021 - Paddy Moloney, musicista e produttore discografico irlandese (n. 1938)
- 2021 - Chie Nakane, antropologa giapponese (n. 1926)
- 2022 - Lucious Jackson, cestista statunitense (n. 1941)
- 2022 - Konstantin Landa, scacchista russo (n. 1972)
- 2022 - François Menant, storico francese (n. 1948)
- 2022 - Ralph Pearson, chimico statunitense (n. 1919)
- 2022 - Karen Poniachik, politica e giornalista cilena (n. 1965)
- 2022 - Allan Wood, nuotatore australiano (n. 1943)
- 2023 - Luis Alfredo Garavito, serial killer colombiano (n. 1957)
- 2023 - Hisaya Nakajo, fumettista giapponese (n. 1973)
- 2024 - Donald R. Davis, entomologo statunitense (n. 1934)
- 2024 - Carmen Moreno, cestista colombiana (n. 1950)
- 2024 - Alvin Rakoff, regista canadese (n. 1927)
- 2024 - Alex Salmond, politico britannico (n. 1954)
- 2024 - Lillian Schwartz, artista, scultrice e scrittrice statunitense (n. 1927)
- 2024 - Ary Toledo, umorista e cantante brasiliano (n. 1937)
- 2024 - Oldřich Vlasák, politico ceco (n. 1955)

## Senza anno specificato(4)
- Adamo da Brema, teologo e storiografo tedesco
- Adolfo II di Berg, nobile tedesco
- Franz-Joseph Müller von Reichenstein, mineralogista e chimico austriaco
- San Zopito, santo